# ウリ共和党 (韓国 2020)
ウリ共和党（うりきょうわとう、朝鮮語:  우리공화당）は、韓国の保守政党。稀にわが共和党（わがきょうわとう）とも表記される。2020年3月3日設立。同年3月22日までの旧名は自由共和党（じゆうきょうわとう、朝鮮語:  자유공화당）。朴槿恵の弾劾無効と崔順実ゲート事件の冤罪を主張する集会（いわゆる太極旗集会）を積極的に開催していた旧ウリ共和党の後継政党であり、韓国では極右と見なされている。

## 概要
朴槿恵大統領の弾劾訴追以降、韓国では朴槿恵を支持する人々（親朴派）が自由韓国党から離れて複数の政党・政治団体を組織していた。中でもウリ共和党（旧・大韓愛国党）は2019年6月末時点で2名の国会議員を有し、かつ政党名に関する助言を受けるほど朴槿恵と親密な関係を構築していた。だが、2019年後半から党運営の方法を巡って共同代表の趙源震と洪文鐘が対立し、党執行部は 2020年2月10日付けで分党行為（親朴新党結成計画の推進）を行った洪文鐘を除名処分とした。これにより、ウリ共和党は所属国会議員が趙源震の1名となり、第21代総選挙を目前に控えて党勢の縮小を余儀なくされた。
ただし、共同代表同士の対立深化と並行して、ウリ共和党は親朴派のその他政党・団体と糾合できる可能性を模索していた。その結果、ウリ共和党は2020年2月20日に金文洙元国会議員が党首を務める自由統一党と統合することで合意し、 3月3日に趙源震と金文洙が「自由共和党発足宣言文」を発表して自由共和党が正式に発足した
。党発足に伴い、旧ウリ共和党党首の趙源震と旧自由統一党の金文洙が共同代表に就任した他、旧自由統一党が第21代総選挙の比例代表選出対策として基督自由統一党と結んでいた共闘関係が引き続き維持されることになった。また、結党当日に無所属国会議員の徐清源が合流し、翌3月4日には未来統合党最高委員ながら第21代総選挙の党公認候補から除外された金順禮が入党したことで、党所属の国会議員は3名となった。しかし、公認候補の選出を巡る党内対立から金文洙が3月22日に離党し、党指導部は同日中に党名を自由共和党からウリ共和党へと変更した。
2020年4月15日、予定通りに第21代総選挙が実施され、ウリ共和党は改選前議席を全て喪失する敗北を喫した。これにより、ウリ共和党はいずれの議会にも議席を持たない弱小政党へ衰退した他、その他諸党の結果もあわせ「極右」と見なされる親朴派の政党が全て国会から姿を消すことになった。

## 政治的立場
ウリ共和党と自由統一党の統合を2020年2月20日に発表した際、金文洙は新党発足の目的として下記の3点を挙げていた。
1. 文在寅政権の退陣
2. 韓国における自由民主主義体制の擁護[注 1]
3. 朴槿恵元大統領弾劾の真実を究明するための太極旗勢力・自由右派勢力の統合[注 2]

また、ホームページ上で公開している「綱領」では自党を「大韓民国憲法が掲げる自由民主主義、市場経済、法治主義等の価値観を尊重し、三・一運動の独立精神と李承晩・朴正煕大統領が掲げた建国理念・政策を継承する政党」であると規定し、具体的な政策の理念として下記の「7大綱領」を掲げている。
1. 反共主義、北朝鮮式の独裁全体主義の拒絶、及び自由民主主義を基本理念とした平和統一の追求。
2. ポピュリズムによる法と原則の侵害に対する反対、個人の自由と人権の保護、及び実質的で公平な法治主義の志向。
3. 米韓同盟と自由友好国との安全保障協力をもとにした北朝鮮の核廃棄、及び国防力による領土・国民の生命・財産の守護。
4. 個人や企業の経済的自由権の確保、規制緩和の推進、経済に対する国家からの作為的干渉の抑制、及び経済主体間の公正な競争を通じた雇用創出と経済発展のための努力。
5. いくつかの理念勢力（従北派等）によって歪曲された朝鮮の歴史観からの次世代保護、創造性と国際的な感覚を持った人材を育成することができる教育制度の構築、及び貧困の相続を防止するための教育の機会の拡大。
6. 細やかなセーフティーネットを介した社会的弱者が救済されるコミュニティの作成、及びに生存権確保のための努力。
7. 第四次産業革命に能動的に対処できる国家システムと産業体系の構築、生命工学等の新産業分野の育成、及びに韓国文化のグローバル化を通じた文化隆盛の達成。

## 党指導部
- 代表（2020年3月3日～）
  - 趙源震
  - 金文洙（共同代表として：～2020年3月22日）
- 事務総長（2020年3月3日～）
  - ソ・ソンゴン（서성건）
- 政策委員会議長（2020年3月3日～）
  - 印志涓（朝鮮語版）
- 最高委員兼党務委員（2020年3月3日～）
  - 徐清源
  - 許坪桓（朝鮮語版）

## 太極旗集会
太極旗集会（たいきょくきしゅうかい、朝鮮語:  태극기 집회）は、朴槿恵大統領弾劾反対デモ（朝鮮語: 박근혜 대통령 탄핵 반대 시위）と文在寅大統領退陣運動（朝鮮語: 문재인 대통령 퇴진 운동）の総称である。朴槿大統領弾劾が違法な行為であったと主張する朴槿恵の支持者達（親朴派）によって2016年10月31日から土曜日毎に一度も欠かさず集会が開かれ続けてきた。自由共和党の基盤となったウリ共和党と自由統一党は、いずれも太極旗集会を主催した親朴派の集団（太極旗部隊）によって組織された政党である。
ウリ共和党と自由統一党は2020年2月22日にも太極旗集会を開催する予定だったが、韓国における新型コロナウイルス拡散の影響を考慮して初めて集会の中止を決定した。だが、自由共和党への参加を表明した全光焄がソウル特別市の行政命令を無視して2月22日と23日に集会を強行したため、ソウル地方警察庁は2月26日に新型コロナウイルスの拡散を防ぐ目的で「集会やデモに関する法律」（집회 및 시위에 관한 법률）を根拠として都心における週末の集会を禁止すると通告した。その為、翌週末（2月29日・3月1日）から光化門広場を使った集会は開催できなくなり、太極旗集会も中断が続いている。

## 選挙結果
| 代     | 年月日        | 議席数と 政党得票率 | 議席数と 政党得票率 | 議席数と 政党得票率 | 議席数と 政党得票率 | 備考                    |
| 代     | 年月日        | 合計                | 地域区              | 比例区              | 政党 得票率         | 備考                    |
| ------ | ------------- | ------------------- | ------------------- | ------------------- | ------------------- | ----------------------- |
| 第21代 | 2020年4月15日 | 0                   | 0                   | 0                   | 2.71%               | 改選前の議席数は3議席。 |